# Benjamin Nilsson
Benjamin Nilsson, även kallad Benji of Sweden, född 3 juni 1974, är en svensk programledare och DJ.
Nilsson hördes i Power Hit Radio fram till 2002 när han rekryterades av NRJ för att leda deras nya morgonunderhållning NRJ Kalaset med Benji & Vänner! tillsammans med Alexandra Maric och Daniel Lindroth. Han har också varit programchef på NRJ.
Den 9 augusti 2010 började han som programledare på Rix FM. Nilsson sände då eftermiddagspasset mellan 14 och 18. Sedan januari 2014 sänder han förmiddagspasset mellan 10 och 14 och programmet Rix FM Party lördagar 18 till 24. Nilsson är även program- och musikchef för radiokanalen Power Hit Radio som hade nypremiär i Sverige som webbradiokanal i januari 2013.

## Källhänvisningar
1. ↑  Humor i NRJs nya morgonshow, Dagens Media, 2 augusti 2002